# Redington Shores
Redington Shores es un pueblo ubicado en el condado de Pinellas en el estado estadounidense de Florida. En el Censo de 2010 tenía una población de 2.121 habitantes y una densidad poblacional de 702,94 personas por km².

## Geografía
Redington Shores se encuentra ubicado en las coordenadas 27°49′50″N 82°49′58″O / 27.83056, -82.83278. Según la Oficina del Censo de los Estados Unidos, Redington Shores tiene una superficie total de 3.02 km², de la cual 0.84 km² corresponden a tierra firme y (72.02%) 2.17 km² es agua.

## Demografía
Según el censo de 2010, había 2.121 personas residiendo en Redington Shores. La densidad de población era de 702,94 hab./km². De los 2.121 habitantes, Redington Shores estaba compuesto por el 96.65% blancos, el 0.52% eran afroamericanos, el 0.24% eran amerindios, el 0.85% eran asiáticos, el 0% eran isleños del Pacífico, el 0.57% eran de otras razas y el 1.18% pertenecían a dos o más razas. Del total de la población el 4.9% eran hispanos o latinos de cualquier raza.